# Umzumbe
Umzumbe es un municipio local sudafricano situado en el distrito de Ugu, en la provincia de KwaZulu-Natal.

## Superficie
Umzumbe tiene una superficie de 1224 km².

## Demografía
En 2022, tenía 139 045 habitantes, una densidad poblacional de 113,6 hab./km², y 28 593 viviendas.